# Янкув-Перший
Янкув-Перший (пол. Janków Pierwszy) — село в Польщі, у гміні Блізанув Каліського повіту Великопольського воєводства.
У 1975-1998 роках село належало до Каліського воєводства.